# GEKIIKE
演劇集団GEKIIKE（えんげきしゅうだんゲキイケ）とは、スタービートエンターテイメントLLCが運営、所属する俳優で結成されている演劇集団。

## 沿革
2010年9月旗揚げ公演「リーマン☆ロック」を上演。当時事務所が池袋にあった事から、劇団イケ袋という名前で活動を開始。2011年にGEKIIKEへ改名。
年一回秋頃に上演する「本公演」を主な活動の基盤とし、朗読劇やイベント、ファンと行く一泊二日のバスツアー等も開催している。

## 所属メンバー
2019年3月時点での所属メンバー
- 樋口夢祈
- 鷲尾修斗
- 原野正章
- 久野木貴士

## 元所属メンバー
- 齊藤潤一（2014年3月末をもって芸能界を引退）
- 武田烈
- 真佐夫
- 成田佳恵
- 神谷光
- 校條拳太朗

## 上演作品
※記載がないものは演出：樋口夢祈、脚本：木村純子が担当する
- 本公演第1回「リーマン☆ロック」2010年9月22日(水) - 26日(日)高田馬場RABINEST (脚本：大西寿英)
- 本公演第2回「ライラック」2011年11月16日(水) - 20日(日)吉祥寺GOKSOUND Lスタジオ
- 本公演第3回「君に降りそそぐ、天上の花」2012年9月21日(金) - 30日(日)中野HOPE
- 本公演第4回「空翔ける雷鳴の夜に」2013年11月21日(木) - 12月1日(日)新宿vatios
- コラボ公演「ポセイドンの孫とYシャツと私」2014年3月26日(水) - 31日(日)サンモールスタジオ (作・演出江戸川崇(劇団鴉霞))
- 本公演第5回「宵闇に咲く雨」2014年10月3日(金) - 14日(火)シアター風姿花伝
- 本公演第6回「空翔ける雷鳴の夜に-再演-」高知公演：2015年4月4日(土) - 5日(日)薫的会館／東京公演：2015年4月10日(金) - 20日(月)シアター風姿花伝
- 本公演第7回「月下燦然ノ星 -帝都綺譚-」2015年10月15日(木) - 26日(月)シアターグリーン Box in Box
- 本公演第8回 「あまつきつねの鬼灯」2016年11月17日(木) - 28日(月)シアターグリーン Box in Box
- 本公演第9回 「漆黒ノ戰花」2018年1月17日(水) - 28日(日)新宿村LIVE
- 本公演第10回 「光芒のマスカレード-月光仮面異聞-」[2][3]2019年7月26日(金) - 8月12日(日)新宿村LIVE
- 本公演第11回 「HIT LIST」東京公演：2020年8月26日(水) - 30日(日)こくみん共済 coopホール／スペース・ゼロ／大阪公演： 9月4日(金) - 6日(日)ABC Hall／福岡公演：9月11日(金) - 13日(日)北九州芸術劇場中劇場

## イベント
- 「クリスマス＆忘年会＆樋口夢祈バースデーイベント」2010年12月25日(土)
- 「顕現祭 Vol.1」出演：成田佳恵・神谷光・樋口夢祈・真佐夫 2011年7月17日(日)
- GEKIIKEイベント「夏の陣」2011年7月30日(土) 会場：吉祥寺GOK SOUND Lスタジオ
- 「リーディングライブ」2012年11月24日(土) 会場：GOKSOUND Lスタジオ
  - 1部:神谷光・鷲尾修斗・成田佳恵 (トークタイムゲスト：樋口夢祈・齊藤潤一)
  - 2部:樋口夢祈・齊藤潤一・成田佳恵 (トークタイムゲスト：神谷光・鷲尾修斗)
- 「GEKIIKEファンツアー2013」 2013年2月23日(土) - 24日(日)一泊二日バスツアー 伊東ハトヤホテル
- GEKIIKEイベント「夏の陣2nd」2013年8月17日(土) - 18日(日)　会場：吉祥寺GOK SOUND Lスタジオ
- 「GEKIIKEファンツアー2014」 2014年5月24日(土) - 25日(日)一泊二日バスツアー 白樺リゾート池の平ホテル
- 「GEKIIKEファンツアー2019～凱旋長野！月光ノ旅情～」 2019年6月8日(土) - 9日(日)一泊二日バスツアー 白樺リゾート池の平ホテル